# 关士聪
关士聪（1918年1月3日—2004年4月5日），中国石油地质学家。

## 生平
1918年生于广东南海。1940年毕业于国立西南联合大学地质系，获北京大学理学学士学位。1980年当选为中国科学院学部委员(院士)。曾任国土资源部科学技术高级咨询中心高级顾问、科学技术顾问委员会委员、高级工程师。从事区域普查和矿田工作。